# Heinrich Klausing

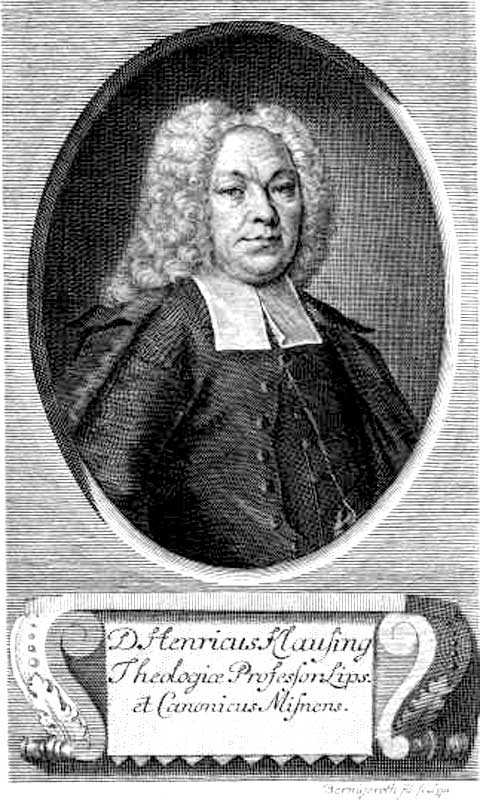
Heinrich Klausing

Heinrich Klausing (* 28. Dezember 1675 in Herford; † 2. Oktober 1745 in Leipzig) war ein deutscher lutherischer Theologe, Mathematiker, Astronom und Polyhistor.

## Leben
Klausing studierte ab 1695 an der Universität Wittenberg, erhielt bereits am 15. Oktober 1696 den akademischen Grad eines Magisters der Philosophie und wurde als Adjunkt in die philosophische Fakultät aufgenommen. Nachdem sich Klausing schon 1703 um eine außerordentliche Professur der Mathematik beworben hatte, wurde er 1704 als außerordentlicher Professor der Mathematik berufen und dem altersschwachen Professor für Höhere Mathematik Michael Strauch (1635–1709), quasi als Substitut, an die Seite gestellt.
Im Jahr 1706, nachdem Klausings Lehrer Christian Röhrensee abging, war Klausing bereits bei der Besetzungsfrage der ordentlichen Professur für Ethik als Kandidat in Frage gekommen. Jedoch musste er sich noch ein Jahr gedulden, da Heinrich Ludwig Wernher aufgrund seiner Beliebtheit beim sächsischen Hofe an die Stelle gelangte. Nachdem dieser kurz darauf gestorben war, wurde Klausing Ende 1707 ordentlicher Professor der Ethik. Dennoch betrachtete Klausing diese Professur nur als Sprungbrett in die Theologie, seine Vorlesungen in Moralphilosophie (Theologia moralis) geben Aufschluss darüber.
So absolvierte er am 7. März 1710 das Lizentiat und promovierte am 11. März zum Doktor der Theologie. Obwohl Klausing nun über die geeigneten Qualifikationen verfügte, eine theologische Professur auszufüllen, blieb er zunächst in der philosophischen Fakultät. Nachdem Georg Friedrich Schröer an die theologische Fakultät gewechselt war, wurde dessen alter Lehrstuhl für Metaphysik und Logik vakant. Aufgrund der Wirksamkeit Schröers definierte die philosophische Fakultät ihre Ansprüche an den nächsten Lehrstuhlinhaber neu.
Demnach sollte der in der Lage sein, den Nutzen seiner Fächer in der Theologie zu demonstrieren, auch sollte er den Sozinianern, Reformierten und anderen von der lutherischen Orthodoxie abweichenden Vertretern anderer Kirchen entgegentreten können. Außerdem sollte er Neuerungen wie die „Reallogik“ des René Descartes beurteilen können, das, „was in der alten Logik Gutes ist“, pflegen und zudem das „Studium Theologicum didacticum polemicum“ leiten können. Obwohl der Wittenberger Akademie genügend theologisch vorgebildete Adjunkten zur Verfügung standen, fiel die Wahl bei der Besetzung des Lehrstuhls auf Klausing.
Mit der neuen Besetzung des Lehrstuhls gab er seine Professur an Martin Hassen ab und erhielt dazu eine außerordentliche Professur der Theologie. Nachdem Johann Andreas Planer 1714 gestorben war, wurde die Professur der höheren Mathematik vakant. Zur Nachfolge empfahl die Wittenberger Universität an erster Stelle Klausing, der sich bei seiner Bewerbung um das Amt auch durchsetzte. So übernahm Klausing im Juni 1715 die Professur der höheren Mathematik. Seine Schriften aus der Wittenberger Zeit sind durchweg nur kleine lateinische Dissertationen und Programme zur Mathematik, Optik, Astronomie, Psychologie, Moralphilosophie und Theologie.
Durch die Vielzahl von Berufungen an der Wittenberger Akademie war auch die sächsische Regierung in Dresden auf den zielstrebigen Klausing aufmerksam geworden. Daher gab man Klausing 1719 bei der Neubesetzung des Lehrstuhls an der Universität Leipzig den Vorzug. Klausing stieg nach und nach bis 1723 zum Ordinarius der theologischen Fakultät in Leipzig auf. Trotzdem blieb er seiner Leidenschaft für die Mathematik verbunden und dies führte 1730 zur einseitigen Erblindung. Als Theologe war er in der ganzen Breite des Faches tätig, wenngleich er in den damaligen theologischen Richtungskämpfen die lutherische Orthodoxie vertrat. Dabei trat er auch gegen den in Leipzig sehr wirksamen Wolffianismus ein. Die Auseinandersetzungen zwischen den Wolffianern und den Anti-Wolffianern zeugen von diesen unterschiedlichen Positionen. Der Leipziger Superintendent Salomon Deyling und Klausing bildeten dabei das »Zentrum der Phalanx der entschiedenen Gegner aller Tendenzen der neueren Philosophie«. Besonders scharf scheint der Konflikt zwischen Johann Christoph Gottsched und Klausing gewesen zu sein, der nach Gottscheds Meinung als »der ärgste Ketzermacher, den wir haben« bezeichnet werden sollte.
Klausing, der schon in Wittenberg als Dekan der Philosophischen Fakultät und als Wittenberger Universitätsrektor im Sommersemester 1714 aktiv gewesen war, beteiligte sich auch in Leipzig an den organisatorischen Aufgaben der Universität und fungierte in den Sommersemestern 1721, 1727, 1731, 1733, 1741 sowie in seinem Todesjahr 1745 als Rektor der Universität. Als amtierender Rektor verstarb er und wurde am 6. Oktober in der Paulinerkirche beigesetzt. Zusätzlich fand eine große Gedenkstunde am 18. Oktober 1745 statt, in der die Repräsentanten aus Stadt, Land und Hochschulen der großen Persönlichkeit ihrer Zeit ihre Ehrerbietung erwiesen.